# أندرياس فينزيل
أندرياس فينزيل (بالألمانية: Andreas Wenzel)‏ هو متزحلق جبال الألب ليختنشتاني، ولد في 18 مارس 1958 في بلانكين في ليختنشتاين.

## وصلات خارجية
- أندرياس فينزيل على موقع الاتحاد الدولي للتزلج (التزلج على المنحدرات الثلجية) (الإنجليزية)
- أندرياس فينزيل على موقع اللجنة الأولمبية الدولية (الإنجليزية)
- أندرياس فينزيل على موقع أوليمبيديا (الإنجليزية)